# Estado de Liberty

Mapa del Estado de Washington y la proposición de Liberty:
Washington
Liberty

El Estado de Liberty fue un estado propuesto de los Estados Unidos que se formaría a partir de territorios del este del estado de Washington. La legislación habilitante se introdujo en la Cámara de Representantes del estado de Washington en enero de 2019. Fue propuesto por el representante del Estado de Washington Matt Shea como Memoriales de la Cámara en 2015 y 2017, y fue el tema del discurso de apertura de la "'Cena del Día de Lincoln" de los Republicanos en el Condado de Douglas en mayo de 2018 en el Centro de Convenciones de Wenatchee. La propuesta nunca resultó aprobada.

## Otras lecturas
- Leah Sottile (23 de octubre de 2018), «Something’s Brewing in the Deep Red West – Rep. Matt Shea has been trying to create a libertarian utopia in the Pacific Northwest, a 51st state called Liberty. And he keeps getting re-elected.», Rolling Stone.
- Kellen Browning (2 de diciembre de 2018), Midterm’s geographic divide renews interest in unlikely plan to split Washington in two, McClatchy Washington [D.C.] bureau.
- Shawn Goggins (7 de noviembre de 2018), Washington divided? Support for formation of 51st state appears to be gaining momentum in 2018, Ephrata, Washington: iFiberOne News.